# Смирненски (област Монтана)
 За другото българско село вижте Смирненски (област Русе).  
Смѝрненски е село в Северозападна България. То се намира в община Брусарци, област Монтана.

## География
Смирненски отстои на 4,4 км от общинския център Брусарци, 29 км от Лом, 54 км от Видин, 41 км от Белоградчик, 33 км от Монтана, 70 км от Враца и 140 км от София.

## История
Образувано е от сливането на селата Луковаца и Гайтанци през ранните години на комунизма. Селото е кръстено на известния български писател Христо Смирненски.
Не се знае кога са създадени селата Гайтанци и Луковаца, но има артефакти (монети на император Константин, останки от сгради и др.), които свидетелстват, че през трети век е имало римско селище и кале (охраняващо пътя от  мините на Чипровския балкан до Рациария). Някои артефакти могат да се видят в историческия музей в Монтана. През Средновековието животът в тези села не е спирал, намирана е битова керамика и монети от Видинското царство.
В книгата си „История на града Лом и ломска околия“ Димитър Маринов (директор и основател на Етнографския музей в София) пише: Гайтанци – В 1890 г. имаше 50 къщи с с 216 жители. Най напред е било на левия бряг на рекичката Луда бара при местността, наричана Орешака. ... Луковаца – В 1890 г. има къщи с 287 жители. Насреща има връх и на тоя връх развалини, които народа нарича Монастирище и го сочи като стар монастир. Този монастир е разрушен от турците по чипровското въстание (1689 г.).

## Културни и природни забележителности
В селото има черква. До селото е големият язовир „Христо Смирненски“, открит на 4 ноември 1969 г. През селото минава река Нечинска бара, която извира от връх Типчен (940,8 м) – най-високият връх на Широка планина.

## Редовни събития
- Събор или панаир в четвъртата седмица на месец август, който се празнува в центъра на селото.